# Дэйзи Берковиц
Дэ́йзи Берко́виц (англ.  Daisy Berkowitz), настоящее имя Скотт Ми́тчелл Путе́ски (англ. Scott Mitchell Putesky; 28 апреля 1968, Лос-Анджелес, Калифорния — 22 октября 2017, Бока-Ратон, Палм-Бич, Флорида) — американский музыкант, один из основателей рок-группы Marilyn Manson, в прошлом гитарист.

## Происхождение псевдонима
Псевдоним «Daisy Berkowitz» образован из имени героини американского сериала, Дейзи Дьюк, и фамилии серийного убийцы Дэвида Берковица.

## Карьера музыканта
Дэйзи Берковиц вместе с Брайаном Хью Уорнером основали группу Marilyn Manson в 1989 году. Берковиц был гитаристом группы на протяжении 8 лет и участвовал в записи первых трёх альбомов Marilyn Manson. В 1996, в период сессии «Antichrist Superstar», музыкант покинул группу. Он был недоволен новым звучанием и уже давно был в конфликте с Мэнсоном.
После ухода из группы, Патески организовал собственную группу, названную Three Ton Gate. Первый альбом проекта был записан в 1997 году и носил название «Vanishing Century». Позже музыкант переключился на участие в коллективе The Linda Blairs и забросил сольный проект. В течение 1998 года Патески состоял в группе Jack Off Jill. Позже он принял кратковременное участие в группах gODHEAD и Rednecks on Drugs. В составе последних был записан на альбоме «Suntanic» (2001). В 2003 он возобновил работу над своим проектом Three Ton Gate и записал второй альбом «Lose Your Mind».
В июне 2009 года Патески заявлял о намерениях переиздать песни, записанные в составе Marilyn Manson & the Spooky Kids и исполнить их вживую.

## Судебное дело
В сентябре 1997 года Берковиц подал на Мэнсона в суд, указав в качестве причин финансовые потери вследствие разрыва контракта, нарушение авторских прав и невыплату концертного гонорара, и запросив в качестве компенсации 15 миллионов долларов. Суд вынес решение в пользу Мэнсона и отклонил прошение.

## Смерть
Долгое время музыкант боролся с раком толстой кишки, однако точной причины смерти пока[когда?] не называют.